# کلیزبرک (پنسیلوانیا)
کلیزبرک (به انگلیسی: Claysburg) یک منطقهٔ مسکونی در ایالات متحده آمریکا است که در شهرستان بلیر، پنسیلوانیا واقع شده‌است. کلیزبرک ۶٫۶ کیلومتر مربع مساحت و ۱٬۶۲۵ نفر جمعیت دارد.